# 皮匠刀問題

皮匠刀（填色部分）及其內的帕普斯鏈

幾何學中，皮匠刀問題（中國和日本常稱為圓內容累圓術）研究皮匠刀中一列互相外切又與皮匠刀的邊界相切的圓的性質。皮匠刀是三個半圓所包圍的部分，在大半圓直徑{\displaystyle AB}上任取一點{\displaystyle C}，以{\displaystyle AC}及{\displaystyle CB}為直徑在同一方向分別作半圓，便得到了皮匠刀。帕普斯證明了該列互相外切的圓的半徑與其圓心到{\displaystyle AB}距離的關係。此列圓又稱為帕普斯鏈（Pappus chain）。

## 問題概述
設在皮匠刀內有一連串互相外切的圓{\displaystyle Q_{1}}、{\displaystyle Q_{2}}、{\displaystyle Q_{3}}、⋯（同時又切於兩半圓的弧），則各圓圓心{\displaystyle Q_{n}}到直線{\displaystyle AB}的距離{\displaystyle D_{n}}及其半徑{\displaystyle r_{n}}、滿足

{\displaystyle D_{n}=2nr_{n}}

## 證明

### 反演證法

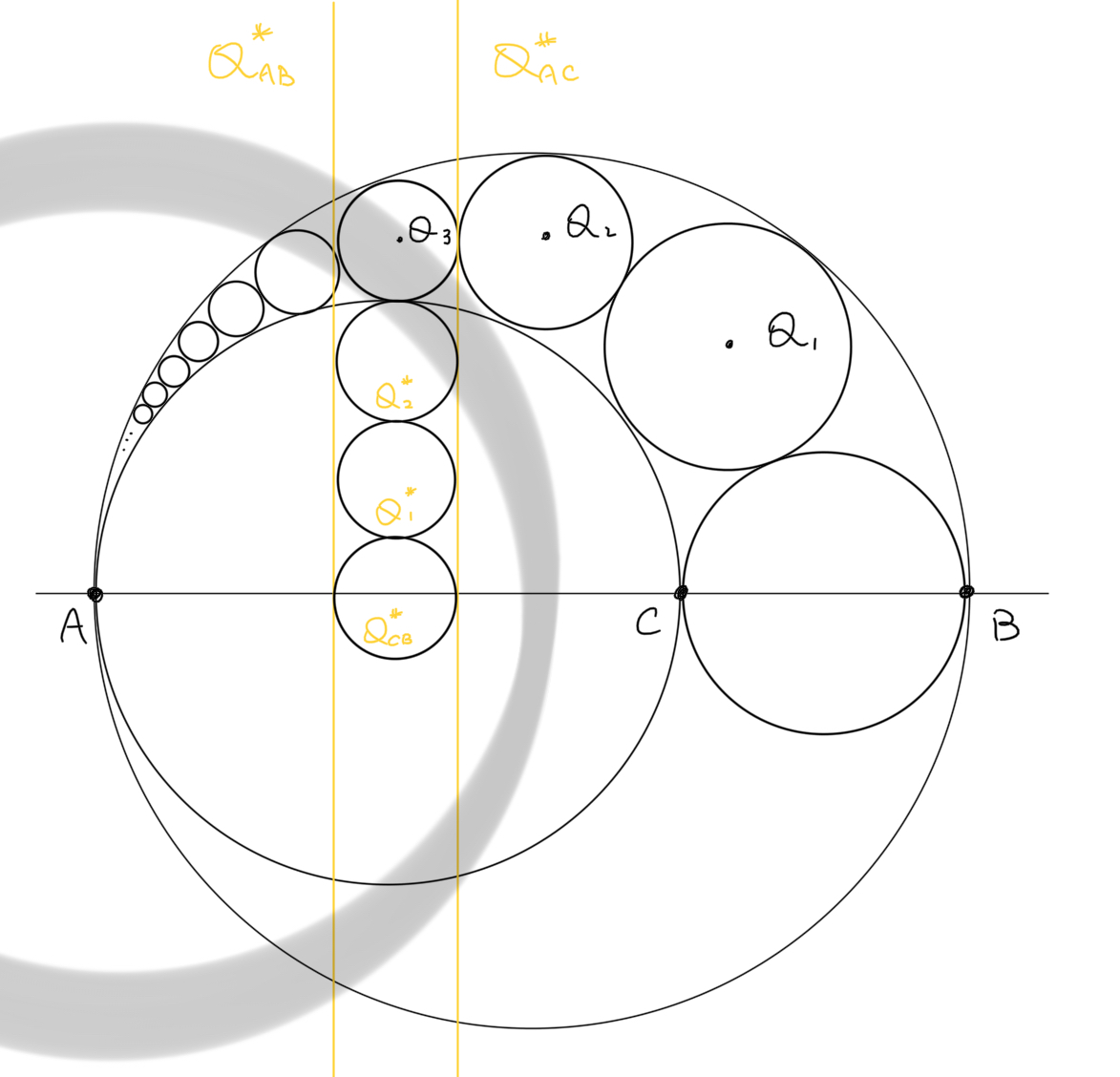
皮匠刀問題的反演證法

以點{\displaystyle A}為反演中心作與圓{\displaystyle Q_{n}}正交的圓。以{\displaystyle AB}及{\displaystyle AC}為直徑的半圓會被反演成垂直於{\displaystyle AB}，與{\displaystyle Q_{n}}相切的兩條射線{\displaystyle Q_{AC}^{*}}及{\displaystyle Q_{AB}^{*}}。而{\displaystyle Q_{1}}到{\displaystyle Q_{n-1}}的其他圓則會被反演成直徑相等，互相外切且與{\displaystyle Q_{AC}^{*}}及{\displaystyle Q_{AB}^{*}}這兩條平行線相切的一連串的圓。而以{\displaystyle BC}為直徑的半圓反演變換後的圖像類似於{\displaystyle Q_{1}^{*}}，而其圓心在{\displaystyle AB}上。由圖像易知上等式成立。